# Juan Bruil
Juan Faustino Bruil y Olliarburu. (Zaragoza, h. 1810 - Zaragoza, 1878) fue un banquero y comerciante español.

## Biografía
Inició su actividad empresarial en Zaragoza junto al comercio de sus padres. Se desconoce su formación académica, pero con la creación del Banco de San Fernando, es comisionado en el mismo. Funda en 1845 junto a otros industriales y comerciantes, y preside, la primera sociedad anónima financiera en Aragón, Caja de Descuentos Zaragozana, y que se convertirá más tarde en el Banco de Zaragoza.
Miembro del Partido Progresista y muy vinculado a Baldomero Espartero en su espíritu librecambista y a quien conoció personalmente en su retiro de Logroño, después de la revolución de 1854, fue nombrado por Leopoldo O'Donnell ministro de Hacienda en sustitución de Pascual Madoz en junio de 1855. Influido por el modelo inglés, inició reformas legislativas en orden al establecimiento de mejores sistemas financieros privados que impulsaran la economía. Suya es la primera ley de sociedades anónimas de préstamo y crédito que permitiría la entrada de capitales extranjeros para la financiación de proyectos en España. No pudo continuar el desarrollo de otras normas económicas debido al fin del Bienio Progresista. Fue senador vitalicio en los últimos años del reinado de Isabel II, de 1860 a 1868, y por la provincia de Zaragoza en 1871 y 1872, con Amadeo I. Al producirse la Restauración volvió a ocupar el escaño por la provincia de Zaragoza en 1876 y con la constitución de ese año recuperó la plaza de senador vitalicio que ocupó hasta su muerte.
A nivel privado esbozó el proyecto del ferrocarril a Canfranc para dar salida a Aragón hacia Francia, así como un borrador para hacer navegable el Ebro desde Tudela y poder comerciar con Cataluña.
Un parque de Zaragoza está dedicado a su persona. Se destinó para ello la antigua torre de los Agustinos, uno de los bienes desamortizados que adquirió y en la que vivió, llenándola de especies botánicas hasta 1868.
| Predecesor: Pascual Madoz Ibáñez | Ministro de Hacienda 1855-1856 | Sucesor: Francisco Santa Cruz |